# Oodera pumilae
Oodera pumilae är en stekelart som beskrevs av Yang 1996. Oodera pumilae ingår i släktet Oodera och familjen puppglanssteklar. Inga underarter finns listade i Catalogue of Life.